# 白樺湖
白樺湖（しらかばこ）は、長野県茅野市と北佐久郡立科町の境、八ヶ岳中信高原国定公園に属する蓼科高原池の平にあるため池である。

## 概説
周囲約3.8キロメートル、面積約36ヘクタールの人造湖で、湖面標高は1,416メートル。
もとは農業用水を確保するため建設された人工の温水ため池で、茅野市北山柏原区民でつくる池の平土地改良区が水利権、漁業権、管理権のすべてを持つ。用地は立科町域を含めた湖域およびビーナスラインより南側の湖周囲一帯すべてが茅野市北山柏原財産区（財産区と同一構成の柏原農業協同組合所有地含む）の所有である。
完成時、当時の物部薫郎県知事が蓼科大池（たてしなおおいけ）と命名したが、土地を所有する柏原区民には不評を買った。代わりに区民が発案した「白樺湖」が通称として用いられ、管理する北山村池の平耕地整理組合が池の平土地改良区に改称した1953年に正式名称となった。
1950年代から土地改良区および財産区自身の手で貸しボートやカヌー、カヤックなどの観光娯楽設備が整えられ、さらに財産区自身が開発主体となって観光開発を実施。区有地を貸し付ける形でスキー場やホテル、遊園地などが整備され、長野県下有数のリゾート地となった。かつては凍結した冬の湖面でワカサギ釣りも行われた。
造成本来の目的である農業用溜池としても現役で、全量を音無川に流下し、茅野市北山、米沢、ちの地域の水田500ヘクタールに用水を供給している。湖畔は国道152号（大門街道）が通っているほか、財産区有地境界沿いにビーナスライン（蓼科有料道路）が通過している。

## 歴史

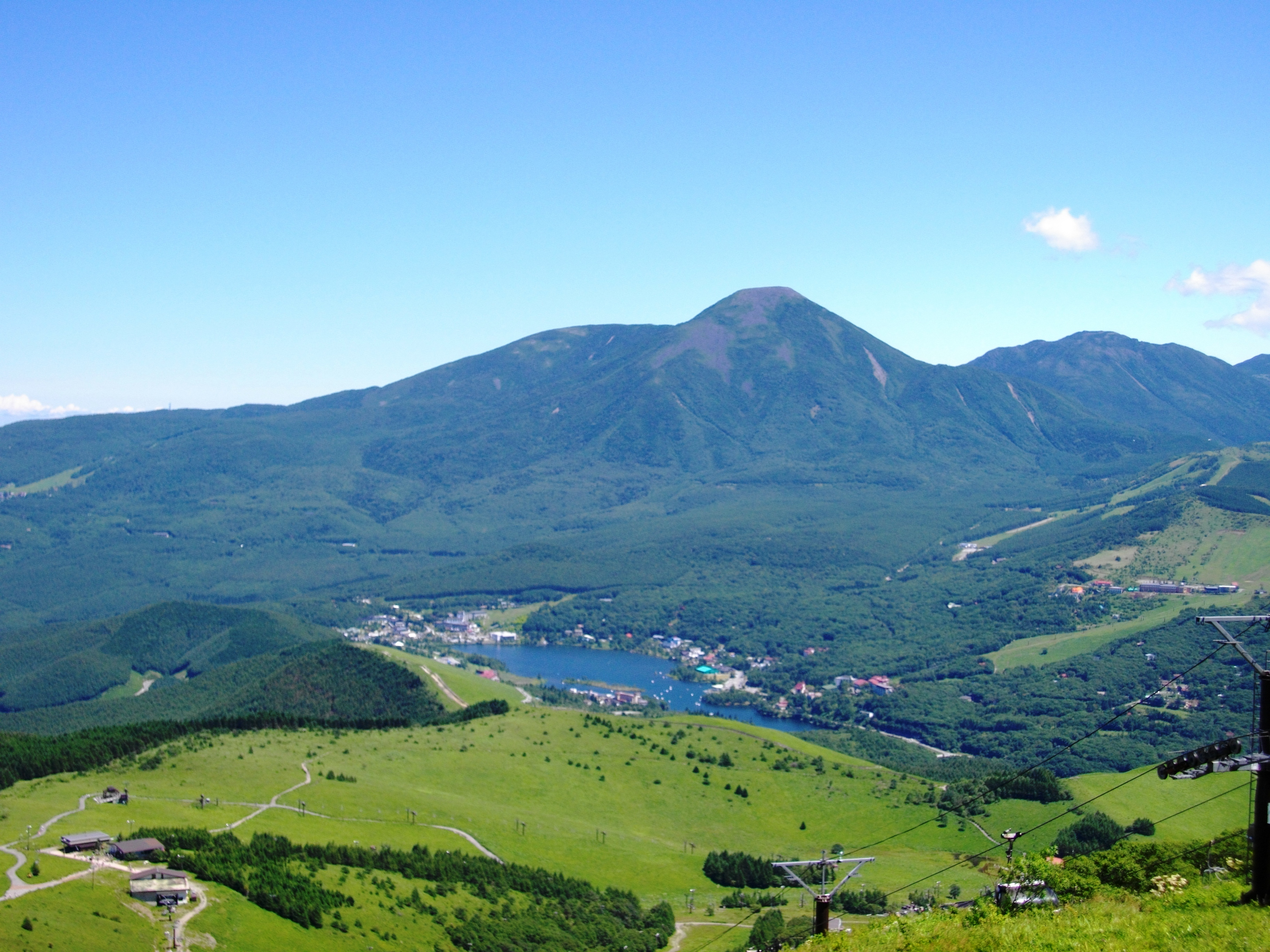
音無川源流の高層湿原に造成された白樺湖

### 建設
白樺湖がある池の平は、もともとシラカバやカラマツ、アシなどの植物が茂る、音無川源流の静かな高層湿原で、周辺は古来から諏訪郡柏原村（のち北山村柏原区、現・茅野市北山柏原区）と、北大塩村（のち米沢村北大塩区、現・茅野市米沢北大塩区）の村民の入会地「柏原山」の一部として採草や炭焼に利用していた。大門峠の手前に山小屋があり、地元青年会の運動会場としても利用されていた。
この池の平の北半分を含む八子ヶ峰北側一帯は江戸時代、佐久郡芦田村（現・北佐久郡立科町）との所属を巡る争いの結果、柏原村が敗れて芦田村の所属となったが、池の平北側の芦田村立科八ヶ野地籍100町歩余の土地について北山村柏原区が1905年、芦田村側の財産組合から4000円余で購入。1912年7月5日に柏原区全区民名義に所有権が移り、芦田村域を含む池の平全域が柏原財産区の区有地となった。
1935年ごろから区内で造成の機運が高まり、1938年、「溜め池に流入する量と、同量の温水を放流し、以て冷害を完全に除去せんとす」との目的を掲げて北山村池の平耕地整理組合が設立された。組合が数回にわたって国や県に陳情を行った結果、造成工事は「県営北山村他三ヶ村農業水利改良工事」として1940年5月に着工した。
総工費24万円のうち、半分の12万円は国の補助金が充てられ、残りを県と地元とが3対7で負担したが、1944年には資金難を理由に県が工事を打ち切ったため、不足の15万円を柏原区が負担し、地元住民や旧制諏訪中学校生徒らを動員して1946年11月に竣工した。
県営事業のため管理は引き続き県が行ったが、1948年4月に北山村池の平耕地整理組合（1953年、池の平土地改良区に改称）へ管理権が移管され、湖周一帯を含むすべての権利を柏原区が持った。しかし堤体からの漏水が激しく、1949年にコンクリートを注入する漏水補強工事が県と地元で行われたが、柏原区が費用負担を拒否したため、区民有志でつくる代行組合の出資で行われた。
水を音無川に供給している白樺湖と、主に滝之湯堰に供給している蓼科湖（1952年）の完成後、茅野市域では、水稲の冷害被害は格段に減少した。白樺湖は完成当時、観光に利用する意図はまったくなかったが、まもなくニジマス、ワカサギ、コイの養殖が始まった。八子ヶ峰からも湖底の音無川旧河道や大門街道がはっきり見え、水没して枯死した白樺林が湖面に突き出ていた。

### 観光開発

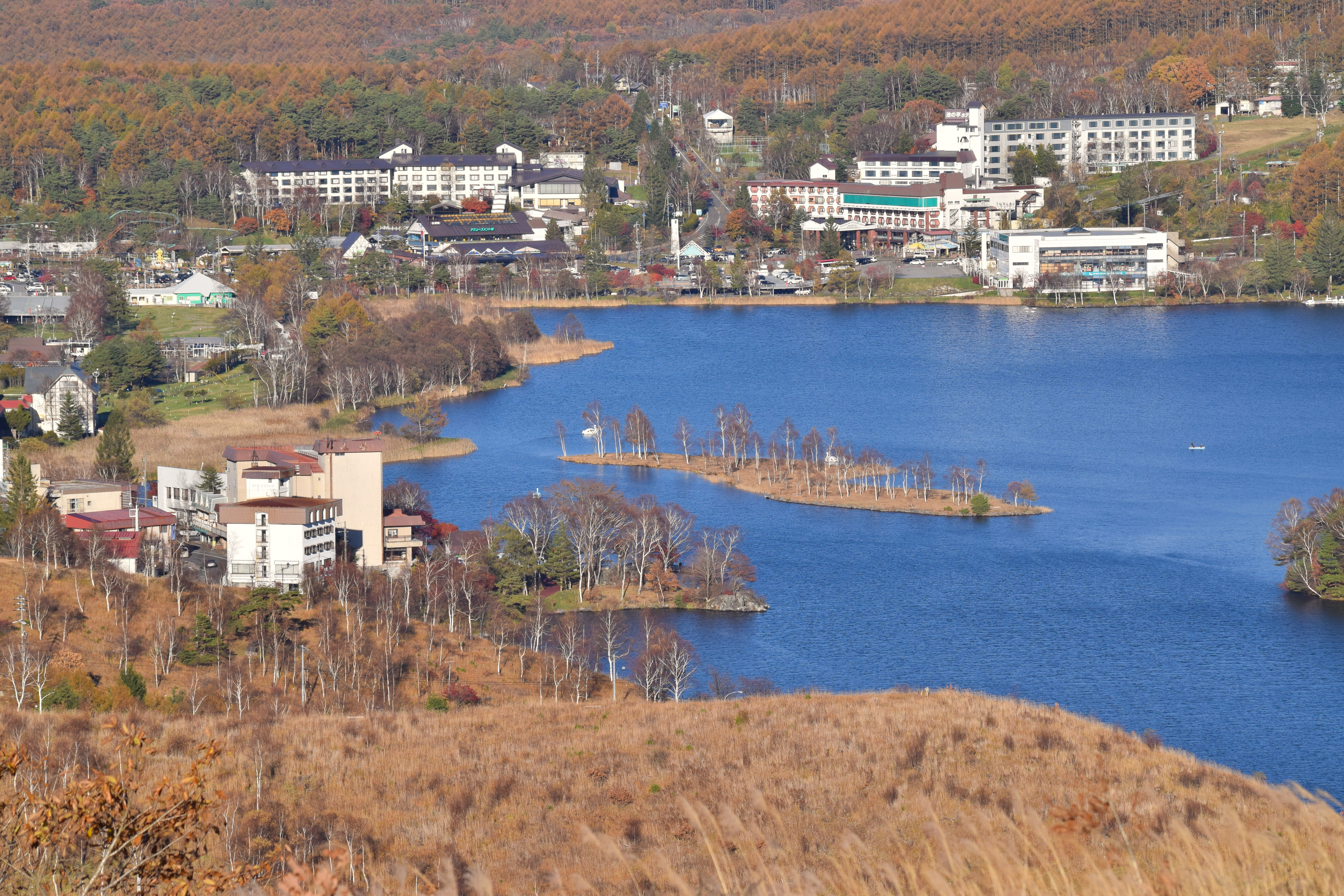
柏原財産区自身と区有地賃借の外部事業者が高度成長期からバブル期にかけて急速に観光開発した湖畔。左端に2019年解体の旧「白樺湖ホテル山善」建物群が見える（2018年）

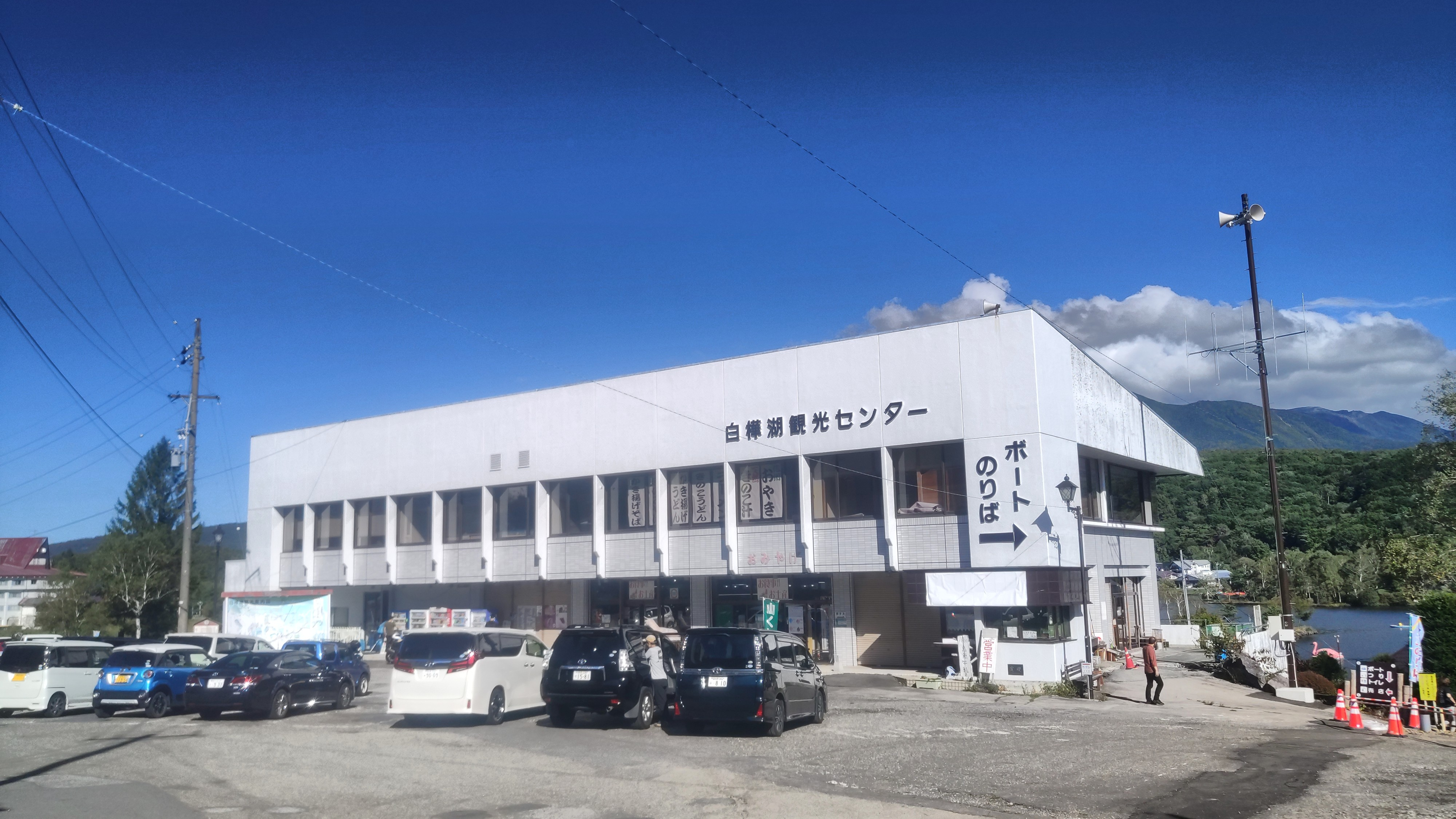
池の平土地改良区が運営する白樺湖観光センター

白樺湖の観光開発は、蓼科高原（北山湯川財産区）などのように資本力を持つ外部の観光デベロッパーの手に委ねず、観光施設やスキー場、別荘などを建設する企業や個人などに対し、北山柏原財産区が直接区有地（柏原農協所有地を含む）を貸し付けたり、財産区の自己資本で開発する方式で行われてきたことが特徴で、区有の林野や土地の売却は一切行われていない。土地貸し付け収入は柏原財産区の主要財源となっており、収益は財産区を構成する在来の柏原区民に分配されている。柏原区民がつくる池の平土地改良区事業部は、白樺湖観光センターの運営、貸しボート営業などの直営観光事業を営む。
1949年2月に諏訪自動車が茅野駅 - 東白樺湖間に1日1往復の路線バス運行を開始したことを受けて、同年から柏原区内農家による貸馬組合が発足し、夏季の作業がない農耕用馬の有効活用として観光貸馬業が開始。区民によるバンガロー経営も始まった。1950年11月20日に宿泊施設や飲食店、土産物店などでつくる白樺湖地区観光協会（白樺湖観光協会）が、1952年に白樺湖旅館組合がそれぞれ発足した。1951年には区に代わって漏水補強の費用を負担した代行組合が池の平耕地整理組合から湖上の管理運営権を得て貸しボート営業を始め、1954年に池の平土地改良区事業部へ営業が引き継がれた。
北山郵便局が電電公社から受託して北山村内の交換と加入の取り扱いを行っていた電話は、白樺湖地籍で1954年に設置が許可され、11戸に電話が置かれた。同年に国鉄バスが上田丸子電鉄丸子町駅 - 東白樺湖間で路線バスの運行を開始し、茅野駅 - 東白樺湖間の諏訪バス路線との連絡運輸を始めた。のちに千曲バス、松本電鉄も白樺湖まで乗り入れ、白樺湖は高原観光交通の要衝となった。1957年1月に池の平土地改良区直営の白樺湖スケート場が開業した。1962年7月に県営白樺湖ユースホステルが完成した。徐々に伸びていた入り込み客数は1963年から激増し、冬季はスケート合宿が盛んに行われ、湖畔に約250棟のバンガローが建設された。
これらバンガロー経営などの収益金を元に、柏原区民の手で湖畔に旅館やホテルなどの宿泊施設が整備された。1964年5月10日に蓼科有料道路白樺線（蓼科 - 白樺湖）が開通したことを受け、1965年から白樺湖と蓼科の間で諏訪バス、千曲バス、国鉄バスによる3社共同運行の路線バスが運行を開始した。同年に白樺湖・八子ヶ峰スキー場（現・白樺湖ロイヤルヒルスキー場）が開設され、個人別荘や企業・学校の寮も次々と建設された。高度成長期のレジャーブームに乗って県内を代表する観光地となり、観光施設数は1957年の宿泊施設11施設、個人別荘6棟から、1985年に宿泊施設約45施設、個人別荘約500棟、企業・学校寮約40施設を数えるまでになった。
一方、観光開発の影響で、ホテルや旅館から流入する汚水によって湖水の汚濁が急速に進んだ。化学的酸素要求量 (COD)、大腸菌群数が共に環境基準値を超える状態となり、1969年ごろからはアオコの発生が確認された。このため柏原区と関係事業者、茅野市および立科町が白樺湖浄化対策協議会を設立した。1975年に開始された国の「特定環境保全公共下水道整備事業」の第1号として事業認可を受け、両市町による白樺湖下水道組合が発足した。汚水が白樺湖に流れ込まないよう湖周に4本の汚水幹線を敷設し、各施設の下水を一括して処理する「白樺湖下水道浄化センター」を白樺湖直下の大門街道沿いに開設して、1981年から運用を開始した。

#### 白樺湖観光の衰退と復興の試み
白樺湖の年間入り込み客数は1980年代にかけて年々増加し、同年代末にピークを迎えたが、1991年の152万8100人を最後に前年割れが続き、約20年後の2012年には最盛期の半分にあたる74万8700人にまで落ち込んだ。この間、2007年に柏原区出身者が経営する湖畔大手の宿泊施設の一つ「白樺湖ホテル山善」が破産して閉業するなど、複数の宿泊施設が相次いで廃業し、それらの施設が廃墟化して放置される事態となった。
10年ほどの間に加盟事業者数が68施設から40施設に激減した白樺湖観光協会は2009年、運営に行き詰まり、茅野市を通じて借り受けた温泉施設「すずらんの湯」（1996年開業）建設費のうち未返済分の約3億8000万円を事実上踏み倒す形で解散した。
白樺湖周辺は観光発展ともに観光業に従事する移住者が急増して1978年に新たに「白樺湖区」が柏原区から分離発足し、世帯数・区民数は1995年に247戸・491人と親区の柏原区を超えたが、観光の衰退とともに減少に転じ、2010年には125戸・225人と半減した。別荘地も柏原財産区、柏原農協あわせて586区画を造成しているが、貸し付けは2006年現在で483区画、うち建築済みは388区画にとどまり、2010年現在で上水道給水を受けている戸数は117戸にすぎない。財産区の土地貸し付け収入も、ピークの1993年には年間7911万7000円を得ていたが、「山善」などの破綻廃業が続いた2000年代後半に入っての落ち込みが大きく、2010年は3203万9000円にとどまった。
2011年に宿泊施設5施設が、白樺湖のイメージアップに取り組むことを目指して白樺湖温泉旅館組合を発足させた。2019年、長く放置されている白樺湖ホテル山善の建物群のうち、湖畔の本館が本館用地の地権者である柏原農協による代執行で解体された。跡地は隣接する池の平土地改良区直営の白樺湖観光センターや駐車場（ともに柏原農協所有地）と合わせ、茅野市が公園や駐車場などを整備した。2020年には地域の観光事業者でつくる「白樺湖レイクリゾートプロジェクトチーム」が野外イベント「湖畔の時間」を開催。茅野市と立科町は2022年、蓼科湖や女神湖を含む一帯について、民間主体の事業に行政が公費を与える形で廃墟撤去や交通整備などを進める「レイクリゾート構想」を発表した。